# Grosse Pointe Park
Grosse Pointe Park è una città della Contea di Wayne, nello Stato del Michigan. La popolazione nel 2010 era di 11 555 persone. La città si trova al confine tra l'area di Detroit e il Lago St. Clair; fa parte dell'area urbana della più nota Grosse Pointe. Molti degli abitanti fanno i pendolari lavorando nelle fabbriche di Detroit.